# Sébastien Hinault
Sébastien Hinault (Saint-Brieuc, Costes del Nord, Bretanya, 11 de febrer de 1974) és un ciclista francès, professional des del 1997 al 2014.
Sébastien Hinault debutà com a professional el 1997 a les files de l'equip Gan, que més tard esdevindria l'equip Crédit Agricole. El 2000 guanyà el Tour de Finisterre, el 2003 una etapa de la Volta a Polònia i el 2004 una etapa de la Volta a Alemanya. El 2008 aconseguí el que fins ara és la seva victòria més important, en guanyar una etapa de la Volta a Espanya.
Un cop retirat, va passar a dirigir l'equip Bretagne-Séché Environnement.

## Palmarès
- 2000
  - 1r al Tour de Finisterre
- 2003
  - Vencedor d'una etapa de la Volta a Polònia
- 2004
  - Vencedor d'una etapa de la Volta a Alemanya
- 2005
  - Vencedor d'una etapa del Circuit Francobelga
- 2006
  - Vencedor d'una etapa del Tour de Langkawi
  - Vencedor d'una etapa del Tour de Picardia
  - Vencedor d'una etapa del Tour del Llemosí
- 2007
  - Vencedor d'una etapa de la Tropicale Amissa Bongo
- 2008
  - 1r al Tour del Llemosí i vencedor d'una etapa
  - Vencedor d'una etapa de la Volta a Espanya
- 2012
  - 1r al Boucles de l'Aulne
  - Vencedor d'una etapa al Circuit de Lorena

### Resultats al Tour de França
- 1999. 123è de la classificació general
- 2000. 126è de la classificació general
- 2001. 137è de la classificació general
- 2002. 147è de la classificació general
- 2003. 138è de la classificació general
- 2004. Abandona (10a etapa)
- 2005. 115è de la classificació general
- 2006. 113è de la classificació general
- 2007. 132è de la classificació general
- 2011. 111è de la classificació general
- 2012. 122è de la classificació general

### Resultats al Giro d'Itàlia
- 2009. 135è de la classificació general
- 2010. 100è de la classificació general

### Resultats a la Volta a Espanya
- 2008. 64è de la classificació general. Vencedor d'una etapa
- 2009. 69è de la classificació general
- 2010. 117è de la classificació general
- 2014. 106è de la classificació general